# Luca Martínez
Luca Leovino Martínez Dupuy, noto semplicemente come Luca Martínez (San Luis Potosí, 5 giugno 2001), è un calciatore messicano, attaccante del  Godoy Cruz.

## Caratteristiche tecniche
È un centravanti.

## Carriera

### Club
Nato in Messico da padre argentino, cresce nel settore giovanile del Rosario Central, dove approda in prima squadra nel 2020; debutta fra i professionisti il 3 novembre dello stesso anno in occasione del match di Copa Diego Armando Maradona vinto 2-1 contro il Godoy Cruz. Il 15 febbraio 2021 realizza la sua prima rete aprendo le marcature dell'incontro vinto 2-1 contro l'Argentinos Juniors.

### Nazionale
Il 31 maggio 2024 esordisce in nazionale maggiore nell'amichevole vinta 1-0 contro la Bolivia.

## Statistiche

### Presenze e reti nei club
Statistiche aggiornate al 6 maggio 2021.
| Stagione        | Squadra         | Campionato      | Campionato | Campionato | Coppe nazionali | Coppe nazionali | Coppe nazionali | Coppe continentali | Coppe continentali | Coppe continentali | Altre coppe | Altre coppe | Altre coppe | Totale | Totale |
| Stagione        | Squadra         | Comp            | Pres       | Reti       | Comp            | Pres            | Reti            | Comp               | Pres               | Reti               | Comp        | Pres        | Reti        | Pres   | Reti   |
| --------------- | --------------- | --------------- | ---------- | ---------- | --------------- | --------------- | --------------- | ------------------ | ------------------ | ------------------ | ----------- | ----------- | ----------- | ------ | ------ |
| 2020            | Rosario Central |                 | -          | -          | CdL             | 7               | 0               | CL                 | 0                  | 0                  |             | -           | -           | 7      | 0      |
| 2021            | Rosario Central |                 | -          | -          | CA+CdL          | 1+8             | 0+3             | CL                 | 3                  | 0                  |             | -           | -           | 12     | 3      |
| Totale carriera | Totale carriera | Totale carriera | 0          | 0          |                 | 16              | 3               |                    | 3                  | 0                  |             | -           | -           | 19     | 3      |

### Cronologia presenze e reti in nazionale
| Cronologia completa delle presenze e delle reti in nazionale ― Messico | Cronologia completa delle presenze e delle reti in nazionale ― Messico | Cronologia completa delle presenze e delle reti in nazionale ― Messico | Cronologia completa delle presenze e delle reti in nazionale ― Messico | Cronologia completa delle presenze e delle reti in nazionale ― Messico | Cronologia completa delle presenze e delle reti in nazionale ― Messico | Cronologia completa delle presenze e delle reti in nazionale ― Messico | Cronologia completa delle presenze e delle reti in nazionale ― Messico |
| Data                                                                   | Città                                                                  | In casa                                                                | Risultato                                                              | Ospiti                                                                 | Competizione                                                           | Reti                                                                   | Note                                                                   |
| ---------------------------------------------------------------------- | ---------------------------------------------------------------------- | ---------------------------------------------------------------------- | ---------------------------------------------------------------------- | ---------------------------------------------------------------------- | ---------------------------------------------------------------------- | ---------------------------------------------------------------------- | ---------------------------------------------------------------------- |
| 31-5-2024                                                              | Chicago                                                                | Messico                                                                | 1 – 0                                                                  | Bolivia                                                                | Amichevole                                                             | -                                                                      | 77’                                                                    |
| Totale                                                                 |                                                                        | Presenze                                                               | 1                                                                      |                                                                        | Reti                                                                   | 0                                                                      |                                                                        |

## Palmarès

### Club

#### Competizioni nazionali
- Copa de la Liga Profesional: 1

Rosario Central: 2023